# Chris Atkinson
Christopher Atkinson, noto Chris (Bega, 30 novembre 1979) è un pilota di rally australiano.

## Carriera

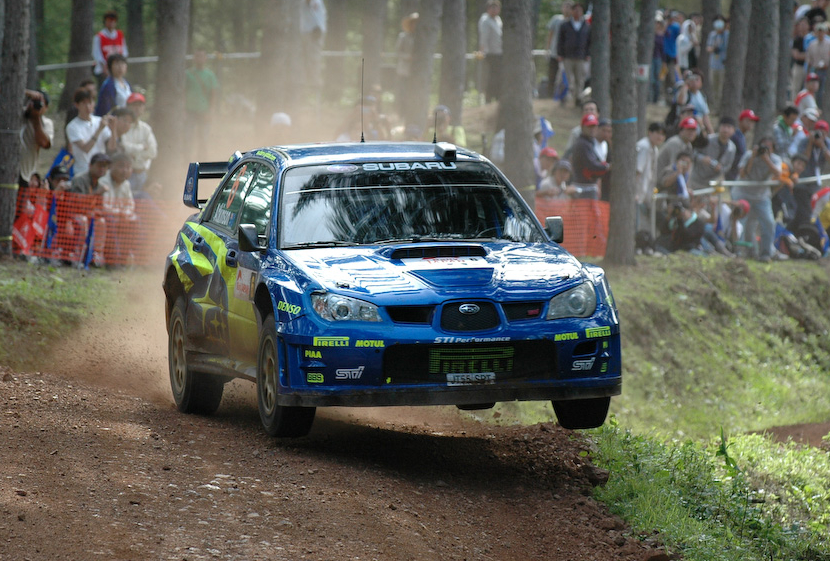
Chris Atkinson su una Subaru Impreza WRC al Rally del Giappone 2006

Pilota professionista di rally che ha corso nel campionato del mondo rally sino al 2009. Il suo miglior risultato è stato un secondo posto al rally del Messico 2008, eguagliato al rally successivo, in Argentina.
Atkinson debutta nel 2001, nella prima gara del campionato australiano rally su una Mitsubishi. Nel campionato dell'Asia-Pacifico 2003 ottiene un secondo posto in Nuova Zelanda e in Giappone, due vittorie in Thailandia e in India diventando così il campione dell'Asia-Pacifico Super 1600 e classificandosi quinto nella classifica assoluta.
Esordì nel mondiale al Rally della Nuova Zelanda del 2004 su una Subaru Impreza WRX. Nel 2005 firmò un contratto con il Subaru World Rally Team, correndo a fianco di Petter Solberg. Terminò 12º a quota 13 punti e i suoi migliori risultati furono un terzo posto in Giappone e un quarto in Australia.

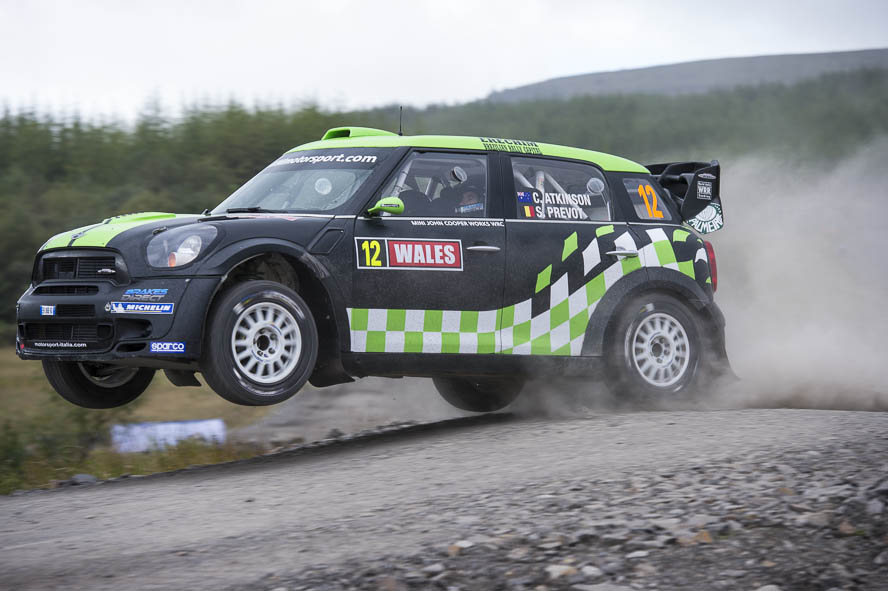
Atkinson al Rally del Galles 2012

Il 2006 fu un anno sfortunato, finì 10º a 20 punti e il miglior risultato fu un quarto posto. Il team Subaru rimproverò ad Atkinson le tante occasioni sprecate, il pilota non bilancia la sua velocità alla costanza nei risultati. Qualcuno avrebbe voluto sostituirlo ma all'inizio del 2007 Atkinson placò le critiche a lui rivolte finendo quarto al rally di Montecarlo, lottando a lungo con Mikko Hirvonen e vincendo anche tre prove speciali. In Finlandia vince la speciale di Killeri e rimane leader della corsa nelle prime battute, così come in Grecia. Finirà il mondiale al settimo posto.
Nel 2008 ha ottenuto ben cinque podi (Montecarlo, Messico, Argentina, Giordania e Finlandia) ed è finito quinto nella classifica Piloti, davanti al compagno di squadra e capitano Petter Solberg.
Fino al 2007 ha corso insieme a Glenn MacNeall, che sostituito dal belga Stèphane Prèvot a partire dal rally di Argentina 2007.
Nel 2009, dopo il ritiro del Subaru World Rally Team che lo aveva lasciato con davanti un futuro incerto, ha trovato posto nel Citroen Junior Team, sempre navigato dall'esperto Stèphane Prèvot.
Nel 2012, gareggiò per il Mini WRC Team Portugal e nel 2014 disputò le sue ultime gare iridate con una Hyundai i20 WRC della squadra ufficiale Hyundai Motorsport.

## Palmarès
2012
- - Asia-Pacific Rally Championship, su Škoda Fabia S2000

## Risultati nel mondiale rally

### WRC
| 2004 | Scuderia | Vettura                                   |  |  |  |     |  |  |  |  |    |  |    |  |  |  |  |   | Punti | Pos. |
| ---- | -------- | ----------------------------------------- |  |  |  | --- |  |  |  |  | -- |  | -- |  |  |  |  | - | ----- | ---- |
| 2004 |          | Subaru Impreza WRX STi Suzuki Ignis S1600 |  |  |  | Rit |  |  |  |  | 33 |  | 12 |  |  |  |  | 5 | 4     | 16º  |

| 2005 | Scuderia                | Vettura                |  |    |     |   |    |    |    |     |   |     |    |    |   |     |   |   | Punti | Pos. |
| ---- | ----------------------- | ---------------------- |  | -- | --- | - | -- | -- | -- | --- | - | --- | -- | -- | - | --- | - | - | ----- | ---- |
| 2005 | Subaru World Rally Team | Subaru Impreza WRC2005 |  | 19 | Rit | 7 | 18 | 10 | 24 | Rit | 9 | Rit | 11 | 38 | 3 | Rit | 9 | 4 | 13    | 12º  |

| 2006 | Scuderia                | Vettura                          |   |    |   |    |    |   |    |    |   |    |   |   |   |   |     |   | Punti | Pos. |
| ---- | ----------------------- | -------------------------------- | - | -- | - | -- | -- | - | -- | -- | - | -- | - | - | - | - | --- | - | ----- | ---- |
| 2006 | Subaru World Rally Team | Subaru Impreza WRC2005 e WRC2006 | 6 | 11 | 7 | 11 | 13 | 6 | 10 | 11 | 8 | 13 | 4 | 9 | 6 | 9 | Rit | 6 | 20    | 10º  |

| 2007 | Scuderia                | Vettura                          |   |   |    |   |     |   |    |   |   |    |   |   |   |     |    |   | Punti | Pos. |
| ---- | ----------------------- | -------------------------------- | - | - | -- | - | --- | - | -- | - | - | -- | - | - | - | --- | -- | - | ----- | ---- |
| 2007 | Subaru World Rally Team | Subaru Impreza WRC2006 e WRC2007 | 4 | 8 | 19 | 5 | Rit | 7 | 10 | 6 | 4 | 15 | 4 | 8 | 6 | Rit | 42 | 7 | 31    | 7º   |

| 2008 | Scuderia                | Vettura                          |   |    |   |   |   |   |     |    |   |   |     |   |   |   |     |  | Punti | Pos. |
| ---- | ----------------------- | -------------------------------- | - | -- | - | - | - | - | --- | -- | - | - | --- | - | - | - | --- |  | ----- | ---- |
| 2008 | Subaru World Rally Team | Subaru Impreza WRC2007 e WRC2008 | 3 | 21 | 2 | 2 | 3 | 6 | Rit | 13 | 3 | 6 | Rit | 7 | 6 | 4 | Rit |  | 50    | 5º   |

| 2009 | Scuderia            | Vettura        |   |  |  |  |  |  |  |  |  |  |  |  |  |  |  |  | Punti | Pos. |
| ---- | ------------------- | -------------- | - |  |  |  |  |  |  |  |  |  |  |  |  |  |  |  | ----- | ---- |
| 2009 | Citroën Junior Team | Citroën C4 WRC | 5 |  |  |  |  |  |  |  |  |  |  |  |  |  |  |  | 4     | 14º  |

| 2012 | Scuderia                                                    | Vettura                                                       |  |  |     |  |  |  |  |    |   |    |   |   |   |  |  |  | Punti | Pos. |
| ---- | ----------------------------------------------------------- | ------------------------------------------------------------- |  |  | --- |  |  |  |  | -- | - | -- | - | - | - |  |  |  | ----- | ---- |
| 2012 | Monster WRT Citroën World Rally Team WRC Team Mini Portugal | Ford Fiesta RS WRC Citroën DS3 WRC Mini John Cooper Works WRC |  |  | Rit |  |  |  |  | 39 | 5 | 11 | 8 | 6 | 7 |  |  |  | 28    | 13º  |

| 2013 | Scuderia                    | Vettura         |  |  |   |  |  |  |  |  |  |  |  |  |  |  |  |  | Punti | Pos. |
| ---- | --------------------------- | --------------- |  |  | - |  |  |  |  |  |  |  |  |  |  |  |  |  | ----- | ---- |
| 2013 | Abu Dhabi Citroën Total WRT | Citroën DS3 WRC |  |  | 6 |  |  |  |  |  |  |  |  |  |  |  |  |  | 8     | 16º  |

| 2014 | Scuderia           | Vettura         |  |  |   |  |  |  |  |  |  |    |  |  |  |  |  |  | Punti | Pos. |
| ---- | ------------------ | --------------- |  |  | - |  |  |  |  |  |  | -- |  |  |  |  |  |  | ----- | ---- |
| 2014 | Hyundai Motorsport | Hyundai i20 WRC |  |  | 7 |  |  |  |  |  |  | 10 |  |  |  |  |  |  | 7     | 18º  |

| Legenda | 1º posto | 2º posto | 3º posto | A punti | Senza punti | Ritirato | Squalificato | NP=Non partito C=Gara cancellata | Apice=Power stage |